# PSI-PSDI Unificati
Il PSI-PSDI Unificati, anche noto come Partito Socialista Unificato, fu la denominazione assunta il 30 ottobre 1966 dall'organizzazione politica che riuniva, dopo quasi vent'anni, il Partito Socialista Italiano e il Partito Socialista Democratico Italiano.

## Storia
La fusione fu proclamata davanti a 20-30.000 persone dalla Costituente socialista riunita al Palazzo dello Sport dell'EUR di Roma. I 1.450 delegati socialisti elessero Francesco De Martino e Mario Tanassi consegretari del PSU, Giacomo Brodolini e Antonio Cariglia vicesegretari, e Pietro Nenni presidente unico. Alla Costituente parteciparono anche gli ex comunisti di Democrazia Libertà e Socialismo e di Revisionismo Socialista, e i socialisti senza tessera di Critica sociale e dei Circoli Turati.
Il processo di unificazione dei due partiti fu avviato nel 1963, a seguito dell'entrata del PSI, per la prima volta, nella maggioranza del governo presieduto da Aldo Moro, e costituito da una coalizione di centro-sinistra comprendente anche DC, PSDI e PRI.
Alla caduta del Governo Moro II le segreterie dei due partiti diedero il via all'unificazione, che si concluse con lo svolgimento in contemporanea del XXXVII Congresso del PSI e del XV del PSDI e con la nascita del PSI-PSDI Unificati. Tale iniziativa fu tuttavia fin dall'inizio assai timida, non giungendosi mai a una vera unità, dato che entrambi i partiti mantennero le proprie segreterie, seppur federate. Anche a livello locale, non essendo in programma significative elezioni amministrative, ognuna delle due componenti mantenne le posizioni politiche di maggioranza oppure d'opposizione, secondo i casi, come in precedenza. Come simbolo fu scelta una combinazione degli emblemi dei due partiti, sormontata dalla scritta PSI-PSDI UNIFICATI: tale emblema, per il suo aspetto, venne ironicamente soprannominato "la bicicletta".
Il nuovo partito alle elezioni politiche del 1968 ottenne un risultato inferiore alle aspettative, 91 deputati e 46 senatori. D'altra parte, rispetto alle precedenti elezioni politiche del 1963, il PSI aveva subito la scissione dei settori più a sinistra del partito, i quali avevano fondato il Partito Socialista Italiano di Unità Proletaria, che alle elezioni politiche mezzo milione di elettori socialisti aveva preferito. Nel PSDI, invece, la corrente contraria al progetto unitario fondò il movimento Socialdemocrazia, guidato dal deputato uscente Giuseppe De Grazia.
Al successivo congresso dell'ottobre 1968 i socialisti giunsero divisi in cinque mozioni: Riscossa e Unità Socialista di Francesco De Martino, Rinnovamento Socialista di Mario Tanassi, Autonomia Socialista di Mauro Ferri, Impegno Socialista di Antonio Giolitti e Sinistra Socialista di Riccardo Lombardi. Il congresso doveva durare dal 23 al 27 ottobre, ma fu prorogato, vanamente, di un giorno per permettere di trovare un accordo fra le correnti. Alla fine ciascun gruppo votò la propria mozione. La maggioranza relativa del nuovo Comitato Centrale andò ad Autonomia, col 35,54% di eletti. Seguirono Riscossa (32,23%), Rinnovamento (17,35%), Sinistra (9,09%) e Impegno (5,78%). In totale il 61,16% dei componenti erano già socialisti.
Ad eccezione di Rinnovamento e Sinistra, rispettivamente composte da ex socialdemocratici ed ex socialisti, le altre mozioni videro mescolarsi le componenti di origine, pur con una prevalenza dei socialisti. Il 10 novembre il Comitato Centrale elesse Mauro Ferri segretario del partito; col 52% dei voti, provenienti dalle correnti di Autonomia e Rinnovamento.
Durante il congresso fu inoltre deciso il cambio del nome del partito, che tornò a chiamarsi ufficialmente Partito Socialista Italiano - Sezione Italiana dell'Internazionale Socialista.
Circa otto mesi dopo, il 5 luglio 1969, l'area socialdemocratica si rese di nuovo autonoma, costituendo il Partito Socialista Unitario e provocando la caduta del governo Rumor I; l'originaria denominazione di Partito Socialista Democratico Italiano fu riassunta nel 1971.

## Simbologia

Simbolo del PSI-PSDI Unificati dal 1966 al 1969, giornalisticamente soprannominato "la bicicletta"
Simbolo del PSI-SIIS elaborato nel 1969 e mai utilizzato in elezioni nazionali